# Keep Holding On

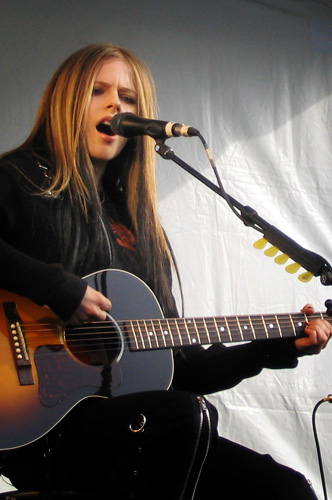
Lavigne en el centro comercial Eaton Centre Metrotown durante su gira promocional, titulada "Live By Surprise" en 2004.

«Keep Holding On» es una balada pop rock de Avril Lavigne. Fue el primer sencillo de la banda sonora de la película Eragon y se estrenó en las emisoras de radio a través de América del Norte en noviembre de 2006. Fue incluida en el tercer álbum de estudio de la cantante, The Best Damn Thing (2007). 
Es una emotiva balada que escribió a pedido de 20th Century Fox para la película de fantasía y aventuras, Eragon. Aparece también en la serie Ghost Whisperer en el capítulo 22 de la temporada 2, en Criminal Minds en el capítulo 2 de la tercera temporada, y en Glee en el capítulo 7 de la primera temporada. Además esta canción la canta como número el eliminado de la semana de la serie The Glee Project. En los Estados Unidos vendió 1 410 000 descargas hasta el 16 de octubre de 2011, siendo el tercer sencillo más vendido de la cantante, después de «Girlfriend» y «What the Hell».

## Fondo y composición
"Keep Holding On" fue escrito por Lavigne y Lukasz "Dr. Luke" Gottwald quien también produjo la canción. La canción fue grabada en Henson Recording Studios (Los Ángeles) en 2006. De acuerdo con la partitura publicada en musicnotes.com por Universal Music Publishing Group, la canción está compuesta en clave de sol mayor y se configura en una signatura de tiempo de 6/8 con un ritmo de 56 latidos por minuto. El rango vocal de Lavigne abarca desde F # 3 hasta D5.

## Recepción

### Comercial
"Keep Holding On" alcanzó el número dos durante cuatro semanas en el Canadian BDS Airplay Chart, que se mantuvo fuera del primer lugar gracias a "Say It Right" de Nelly Furtado. Se convirtió en su canción más alta desde "Complicated" que alcanzó el número 1 durante una semana en 2002. 
Alcanzó su punto máximo dentro del top 20 en la lista Hot 100 de la revista Billboard, alcanzando el 17 y el top 10 en la tabla de formato de las mejores 40 canciones de Hot Adult. No se lanzó en la mayor parte de Europa, aunque llegó al número 9 en Eslovaquia, al número 27 en la República Checa y al número 32 en Letonia. El sencillo fue uno de los primeros en ser lanzado como un lanzamiento digital únicamente en Australia, donde se ubicó en el número 5 en la lista de las 40 mejores pistas digitales. También recibió la certificación de Oro por la RIAA el 22 de febrero de 2007 y Platinum el 31 de enero de 2008. Hasta septiembre de 2015, "Keep Holding On" había vendido 1.6 millones de copias digitales en los EE. UU.

### Críticos
A pesar de que la película está siendo criticada, la canción ha sido bien recibida, Billboard la describió como una "canción preciosa" en la que Lavigne parece estar "listo para permanecer a largo plazo". Darryl Sterdan de JAM! describió la canción como "Una guitarra rasgada, cuerdas exuberantes y una gran voz sobre el amor y la lealtad". Continuó comparándolo con "una balada al estilo de Alanis". A pesar de esto, Sterdan aconseja al lector que se salte la pista.
La revista Sal Cinquemani de Slant describió la canción como "hosca". Entertainment Weekly fue negativo: "Y: solo tendré como 3 canciones lentas en el disco. ¡Yay! Yay, de hecho, dado lo poco que ha invertido en ese trío de baladas límpidas, incluyendo Keep Holding On, también conocido como el tema de amor de Eragon." Stylus describe" "Keep Holding On" termina el álbum por la misma razón por la que la graduación termina en la escuela secundaria: porque después de todo eso, Hallmark significa algo ". Dave Donnely elogió la selección:" 'Keep Holding On "es una repetición de la banda sonora de El Señor de los Eragones, una balada pop que demuestra su don para detectar y aislar grandes melodías". PopMatters declaró que esta canción intenta unir "I'm With You" pero falla .
En una encuesta de un oyente de AOL Radio, "Keep Holding On" fue votada como la quinta mejor canción de Lavigne.

## Listas semanales
| Listas (2006–07)                     | Posición |
| ------------------------------------ | -------- |
| Canadá Singles Chart                 | 2        |
| República Checa IFPI Chart           | 27       |
| Rumania Top 100                      | 51       |
| Eslovaquia Singles Chart             | 9        |
| UK Singles (Official Charts Company) | 175      |
| U.S. Billboard Hot 100               | 17       |
| US Adult Contemporary                | 27       |
| U.S. Billboard Mainstream Top 40     | 18       |
| U.S. Billboard Pop 100               | 17       |
| U.S. Billboard Adult Top 40          | 3        |
| Listas (2011)                        | Posición |
| UK Singles Chart                     | 141      |

## Certificaciones
| País                  | Certificación | Ventas     |
| --------------------- | ------------- | ---------- |
| Canadá (Music Canada) | Platino       | 80 000+    |
| United States (RIAA)  | Platino       | 1 600 000+ |